# Süd (Remscheid)

Der weithin sichtbare Glocken-Turm der katholischen Kirche St. Josef ist das Wahrzeichen von Remscheid-Süd

Süd ist ein Stadtbezirk von Remscheid. Die Gebietsfläche umfasst 1388 Hektar und ist somit der kleinste Bezirk von Remscheid. Die höchste Stelle befindet sich am Hohenhagen auf dem Brodtberg mit 378,86 m.

## Geographie
An der südlichen Grenze des Stadtbezirks fließt der Eschbach, der in der Eschbachtalsperre aufgestaut wird. Mehrere Naturschutz- und Landschaftsschutzgebiete liegen in Süd, u. a. das Steinbruchgelände Hohenhagen, das Areal am oberen Teufelsbach, sowie die Gebiete am Tenter und Böker Bach. Weiterhin finden sich zwischen den zahlreichen Industrieflächen auch weitflächige Grünanlagen wie das Naherholungsgebiet Kuckuck.

### Gliederung
| - Stadtbezirk 2 Süd - 301 Zentralpunkt - 302 Neuenkamp - 303 Fichtenhöhe - 304 Wüstenhagen - 305 Bökerhöhe - 306 Mixsiepen - 307 Struck - 308 Falkenberg - 309 Bliedinghausen - 310 Ehringhausen | Einteilung in Stadtteile |

## Persönlichkeiten
- Brüder Reinhard (1856–1922) und Max Mannesmann (1857–1915)
- Johann Vaillant (1851–1920)

## Industrie
Zu den bekanntesten Unternehmen des Bezirks gehören die Firmen Vaillant, Thyssen und Mannesmann.

## Verkehr
Die Autobahn 1 grenzt Remscheid-Süd sowohl im Süden als auch im Osten von anderen Bezirken ab. Die Auffahrt 95b Remscheid liegt zur Hälfte im Stadtbezirk Süd und zur anderen Hälfte im östlich angrenzenden Stadtbezirk Lennep.
Im öffentlichen Personennahverkehr bedienen zahlreiche Stadtbusse der Stadtwerke Remscheid und weiterer Verkehrsgesellschaften den Stadtbezirk. Ein wichtiger Knotenpunkt des ÖPNV befindet sich am Zentralpunkt, von wo zahlreiche Linien in die verschiedenen Stadtteile fahren. Direkt an der Grenze zum Stadtbezirk Alt-Remscheid liegt der Hauptbahnhof der Stadt Remscheid.

## Religion
Mit der 1928 erbauten Kirche St. Josef liegt das einzige katholische Gotteshaus in Remscheid-Süd an der Ecke Berghauser/Menninghauser Straße. Außerdem liegen in Süd die evangelische Christuskirche, die evangelische Versöhnungskirche, die evangelische Johanneskirche sowie das evangelische Gemeinde- und Stadtteilzentrum Eschenstraße. Im Ortsteil Bliedinghausen gibt es außerdem seit 1903 den evangelischen Südfriedhof, auf dem sich auch eine Friedhofskapelle befindet.
Die katholische Gemeinde besitzt ebenfalls eine eigene Begräbnisstätte, den Friedhof Papenberg. Die Ruheflächen samt Kapelle liegen an der Rosenhügeler Straße.

## Bildung
In Remscheid-Süd liegen insgesamt fünf Grundschulen. Die Gemeinschafts-Grundschule Struck, im Volksmund „Strucker Eierkiste“ genannt, die Walther-Hartmann-Grundschule, die Gemeinschaftsgrundschule Dörpfeld, die Grundschule Mannesmann und die Katholische Grundschule Menninghausen. Außerdem liegen die Nelson-Mandela-Sekundarschule, die Sophie-Scholl-Gesamtschule, die Heinrich-Neumann-Förderschule und das Berufskolleg Technik in Süd. Zudem liegt hier das Berufsbildungszentrum der Remscheider Metall- und Elektroindustrie und im Gebäude der früheren Hauptschule Bökerhöhe das Weiterbildungskolleg der Stadt Remscheid.

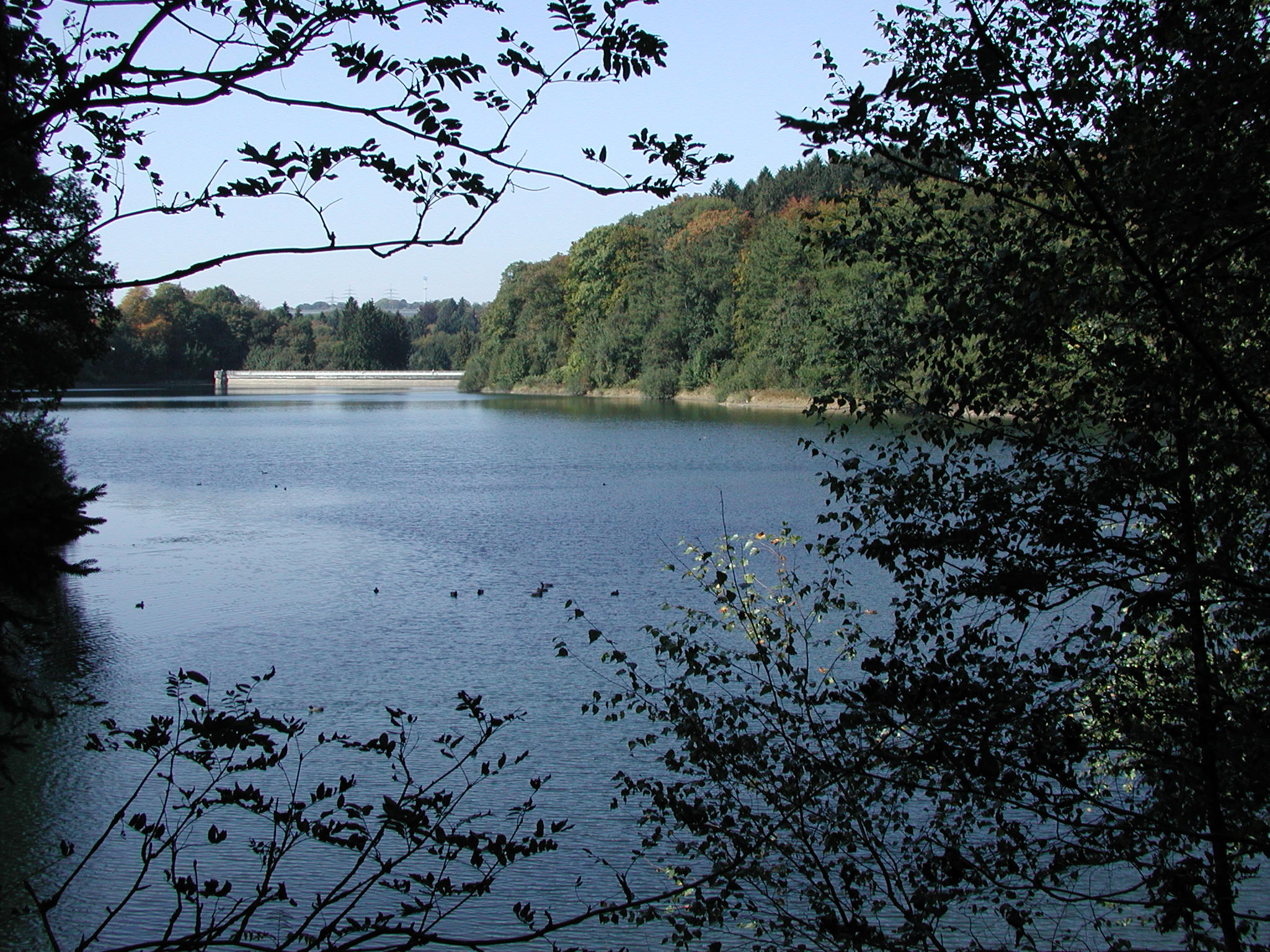
Blick auf die Eschbachtalsperre

## Kultur und Sehenswürdigkeiten
Im Zentrum des Stadtbezirks an der Bismarckstraße liegt das 1950 gegründete Westdeutsche Tournee-Theater, welches einen ständig wechselnden Spielplan bietet.
Am Remscheider Rasthof an der A 1 liegt die Eschbachtalsperre, die erste Trinkwassertalsperre Deutschlands. Auf beiden Hängen erkennt man noch Reste jener Hohlwege, die durch den Grund der Sperre führten und die alte Heerstraße Köln–Soest markieren.